# Ritratto di Alessandro Farnese (Sofonisba Anguissola)
Il Ritratto di Alessandro Farnese è un quadro ad olio, dipinto da Sofonisba Anguissola nel 1560 ca. e conservato a Dublino, al National Gallery of Ireland.

## Storia
Alessandro Farnese (1545-1592), Duca di Parma e di Castro era figlio di Ottavio Farnese (1524-1586) e di Margherita d'Austria, che era figlia naturale, poi legittimata, di Carlo V (1500-1558). Alessandro era anche nipote di papa Paolo III Farnese (1534-1549).
Dopo il trattato di Gand (15 settembre 1556) tra Filippo II di Spagna (1527-1598) e Ottavio Farnese, Alessandro fu invitato a Bruxelles alla corte di Filippo II. Alla morte di Carlo V, Filippo divenne re di Spagna e tornò a Madrid, portando con sé il giovanissimo Alessandro Farnese che rimase in Spagna dal 1559 al 1565 e vi studiò filosofia e scienze esatte. Sposò nel 1565 Maria d'Aviz del Portogallo, nel 1571 partecipò alla battaglia di Lepanto e dal 1578 dal 1586 fu duca di Parma e Piacenza.

### Descrizione
Nel 1557 il fiammingo Antonio Moro aveva dipinto un ritratto di Alessandro Farnese, ora conservato alla Galleria nazionale di Parma. Il giovane allora aveva dodici anni e viveva con la madre, governatrice delle Fiandre. Il ritratto di Alessandro Farnese, dipinto da Sofonisba Anguissola, fu acquistato a Roma nel 1864 e portato a Dublino. Era allora attribuito a Alonso Sánchez Coello; ma nel 1984 fu assegnato a un ignoto pittore italiano.
In seguito a due studi di Maria Kusche, pubblicati su una rivista spagnola di critica dell'arte nel 1989 e nel 1992, questo ritratto fu assegnato a Sofonisba Anguissola.
Rappresenta un giovane uomo di corte, un principe italiano, in formato a tre quarti, elegante nel suo mantello ricamato e foderato di ermellino. Alessandro Farnese guarda verso lo spettatore: è cosciente di sé. Con la mano destra si aggiusta delicatamente il guanto che veste la sua mano sinistra, con cui tiene la spada. È vestito di oro, di argento e di bianco e risalta sul fondo scuro. Sottili veli di ombreggiature rendono viva la sua espressione, sorridente, serena, fiduciosa. L'immagine del giovane appare spontanea, al contrario di quella delle regine e delle infante che l'Anguissola in quegli anni dipingeva in Spagna: ingabbiate e statiche, nei loro ricchissimi abiti damascati, ornati di gemme.
Un ritratto di Don Carlos, figlio maggiore di Filippo II, dipinto da Sofonisba Anguissola nel 1566, è conosciuto per via di copie. Piacque tanto a Don Carlos che ne ordinò ventitré copie ad Alonso Sánchez Coello e sei a un pittore spagnolo di cui non sappiamo il nome. Una copia del ritratto di Alessandro Farnese dell'Anguissola fu inviata a Roma.
Il cardinale Alessandro Farnese (1520-1589) nel 1559 stava costruendo il suo palazzo Farnese di Caprarola. Nella sala dei "Fasti Farnesiani" dispose che Taddeo Zuccari aggiungesse all'affresco l'immagine del nipote Alessandro Farnese, con l'unica differenza della mancanza del copricapo, tolto al giovane perché raffigurato in presenza del papa. L'affresco "Giulio III reintegra Ottavio Farnese come Signore di Parma" riflette un episodio realmente accaduto, il 24 febbraio 1550, quando Alessandro aveva circa quattro anni; ma nell'affresco, tratto dal dipinto della Anguissola, egli appare in età adolescenziale.
Nel 1561 Antonio Moro fece un nuovo ritratto di Alessandro Farnese, sottolineando il cambiamento da fanciullo in adolescente. Lo schema è quello classico di un cavaliere armato e molto lontano dal gusto italiano.